# Catuquinas-pano
Os Catuquinas-Pano são um grupo indígena que habita o noroeste do estado brasileiro do Acre - mais precisamente, as Terras Indígenas do rio Gregório (localizadas no Município de Tarauacá) e as Terras Índigenas do rio Campinas (localizadas no Município de Cruzeiro do Sul).
Sua autodenominação é Noke Koi ou Noke Kuin, que significa “gente verdadeira”. Se dividem em seis clãs: Varinawa (povo do Sol), Kamanawa (povo da Onça), Satanawa (povo da Lontra), Waninawa (povo da Pupunha), Nainawa (povo do Céu) e Numanawa (povo da Juriti).